# أمال بورقية
أمال (أمل) بورقية هي بروفيسور أمراض الكلي وتصفية الدم (غسيل وزرع الكلي)، وأمراض الكلي عند الأطفال.الدار البيضاء- المغرب

## سيرتها الشخصية
هي من القلائل الذين يعملون في عدة جهات، فهي طبيبة مواظبة علي عملها، وهي فاعلة جمعوية من خلال عملها في العديد من الجمعيات العلمية، بالإضافة إلى كونها مؤلفة علمية، فلها حوال أكثر (14) كتاب علمي.

## سيرتها العلمية
درست بورقية الطب في البداية في المغرب، ومعها بدأ تكوينها الأساسي في مجال الطب، ثم سافرت إلى الخارج لمواصلة مسيرتها الطبية. وحصلت علي أعلي الدرجات العلمية في مجال أمراض الكلي وتصفية الدم، كما حصلت علي دبلوم الدراسات العليا في الأخلاق - قانون الاسنات.
ساهمت بورقية في انشاء أول مركز لتصفية الدم بمستشفي ابن رشد بالدار البيضاء، وبداية من 1986م اتجهت إلى مجال زراعة الأعضاء وشاركت في أول عملية زرع كلى أجراها فلريق طبي مغربي في عام 1990، وفي نفس العام عينت أستاذة مشاركة لأمراض الكلى في كلية الطب والصيدلة في الدار البيضاء، وهي أول امرأة تحصل على لقب أستاذ متخصص في أمراض الكلى في المغرب. في عام 1996 افتتحت أول مركز عام لغسيل الكلى في المغرب وأفريقيا، وبعد فترة وجيزة أغلق المركز لأسباب إدارية.

## الجمعيات العلمية[8][9]
شاركت بورقية في العديد من الجمعيات المعنية بأمراض الكلي علي المستويات : الوطنية والقارية والعالمية، ونذكر منها:
- رئيس الجمعية المغربية لأمراض الكلي.
- رئيس جمعية "كلي"
- ممثلة الجمعية الدولية لأمراض الكلي.
- مسؤولة الشبكة الأفريقية لأمراض الكلي عند الأطفال.

## الأنشطة العلمية والثقافية.
تتنوع الأنشطة التي تقوم بها الدكتورة آمال بورقية، وإن كان أغلبها أنشطة علمية في مجال أمراض الكلي، ومن بين هذه الأنشطة:
- مشاركتها المستمرة في القوافل الطبية وخاصة في الأقاليم الجنوبية والمناطق النائية في المغرب.[3]
- تناضل من أجل تشجيع ثقافة التبرع بالأعضاء خاصة الكلي، وزرعها من أجل إنقاذ روح بشرية، وذلك من خلال الندوات، والمؤلفات والمقالات، وعملها في العديد من الجمعيات المعنية بأمراض الكلي.[10]
- من أنشطتها الفنية أنها قامت بافتتاح أكاديمية فنية تخليداً لذكري العندليب الأسمر/ عبد الحليم حافظ في الدار البيضاء (أكاديمية حليم) بالتعاون مع السفارة المصرية بالمغرب عام 2020م.[11][12]
- حريصة علي نقل تجاربها بما يفيد الغير وطنياً وأفريقياً ودوليًا.[3]

## مؤلفاتها العلمية
للدكتورة آمال العديد من المؤلفات العلمية في مجال الكلي وما يدور حولها من قضايا، ونذكر منها:
- التبرع بالأعضاء وزرعها..أي أمل.
- علاقة المريض بالطبيب..أبعاد أخلاقية.
- الدليل الأفريقي لأمراض الكلي عند الأطفال.
- (99 ).. اجابات لأمراض الكلي.
- الحياة بعد فقدان الشعر.
- غسيل الكلي وزرع الكلي " دراسة أقتصاديات الدواء"
- غسيل الكلي في المغرب.
- زراعة الكلي في المغرب " منظور أخلاقي".
- مناصرة زراعة الكلي في المغرب.
- التعامل مع مرضي الكلي المزمن.
- الكلي
- المريض..الطبيب..أية علاقة.

## الجوائز
حصلت الدكتورة آمال بورقية علي جائزة أوسكار الرائدات عام 2021م من جمعية ثقافات بلا حدود بالشراكة مع منظمة الامم المتحدة للفنون ؛ وذلك تكريمًا لمسارها الفريد والمميز.